# Vlad Miriţă

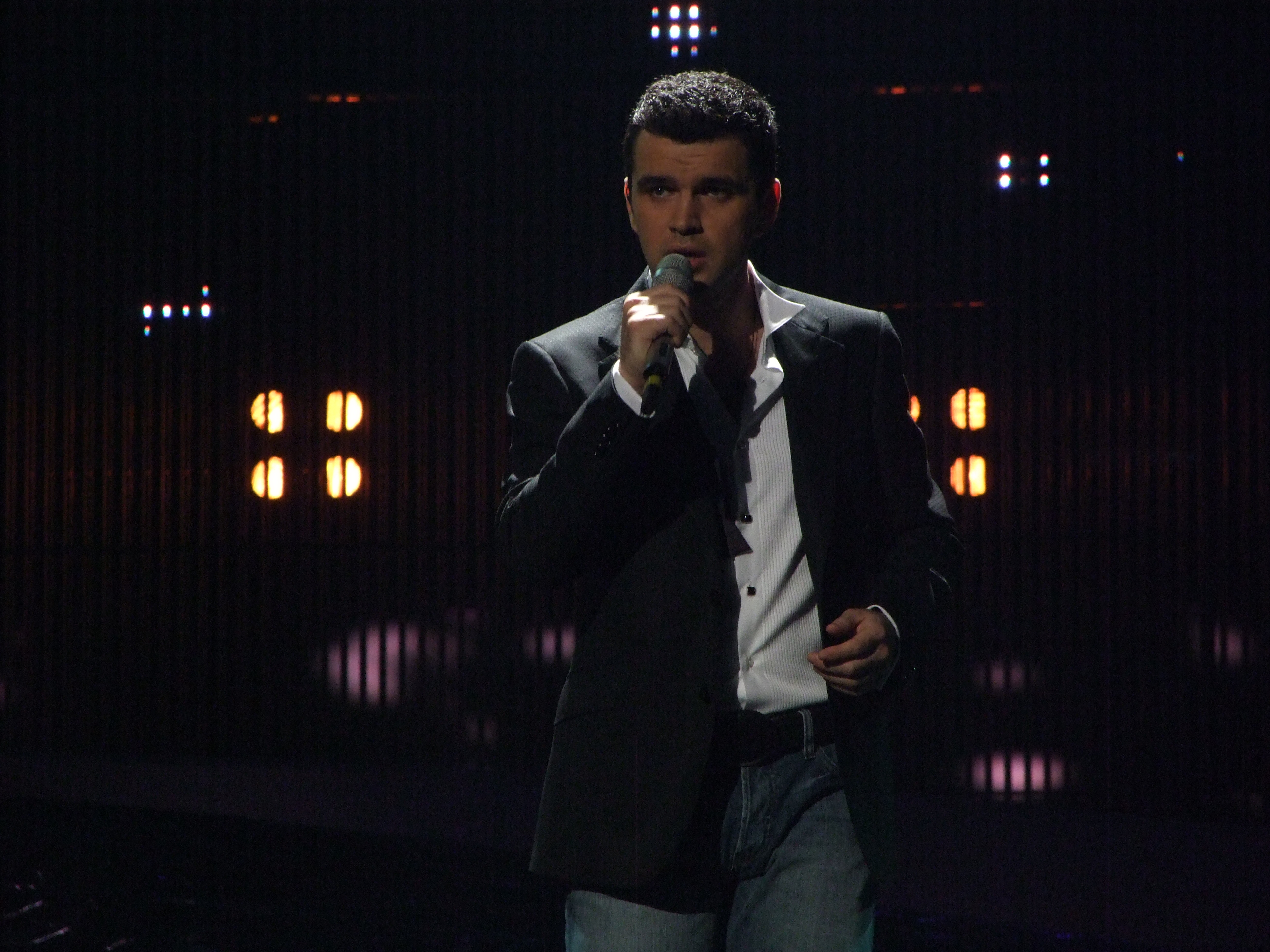
Vlad Miriţă cantando sua canção.

Vlad Miriţă é um cantor romeno. Vlad Miriţă foi o representante da Roménia no Festival Eurovisão da Canção 2008.